# Aleksandar Belew
Aleksandar Georgiew Belew (auch Alexander Georgiev Belev, bekannt als Alexander Belev, bulgarisch Александър Георгиев Белев, * 1900 in Lom; † September 1944 in Kjustendil, Bulgarien) war als Mitglied der nationalistischen Organisation Ratnizi, Antisemit und Protegé des Innenministers Petar Gabrowski der bulgarische Kommissar für Judenfragen während des Zweiten Weltkrieges. Er spielte eine zentrale Rolle bei der Deportation von knapp 11.500 Juden aus den bulgarisch besetzten Gebieten in Thrakien und Makedonien sowie die Enteignung aller Juden in Bulgarien. Er wurde 1945 postum verurteilt.

## Leben und Wirken
Belew war bis 1934 Justitiar der Heiligen Synode der Bulgarisch Orthodoxen Kirche, von 1934 bis 1939 Rechtsanwalt in Sofia und ab 1940 Abteilungsleiter im bulgarischen Innenministerium.

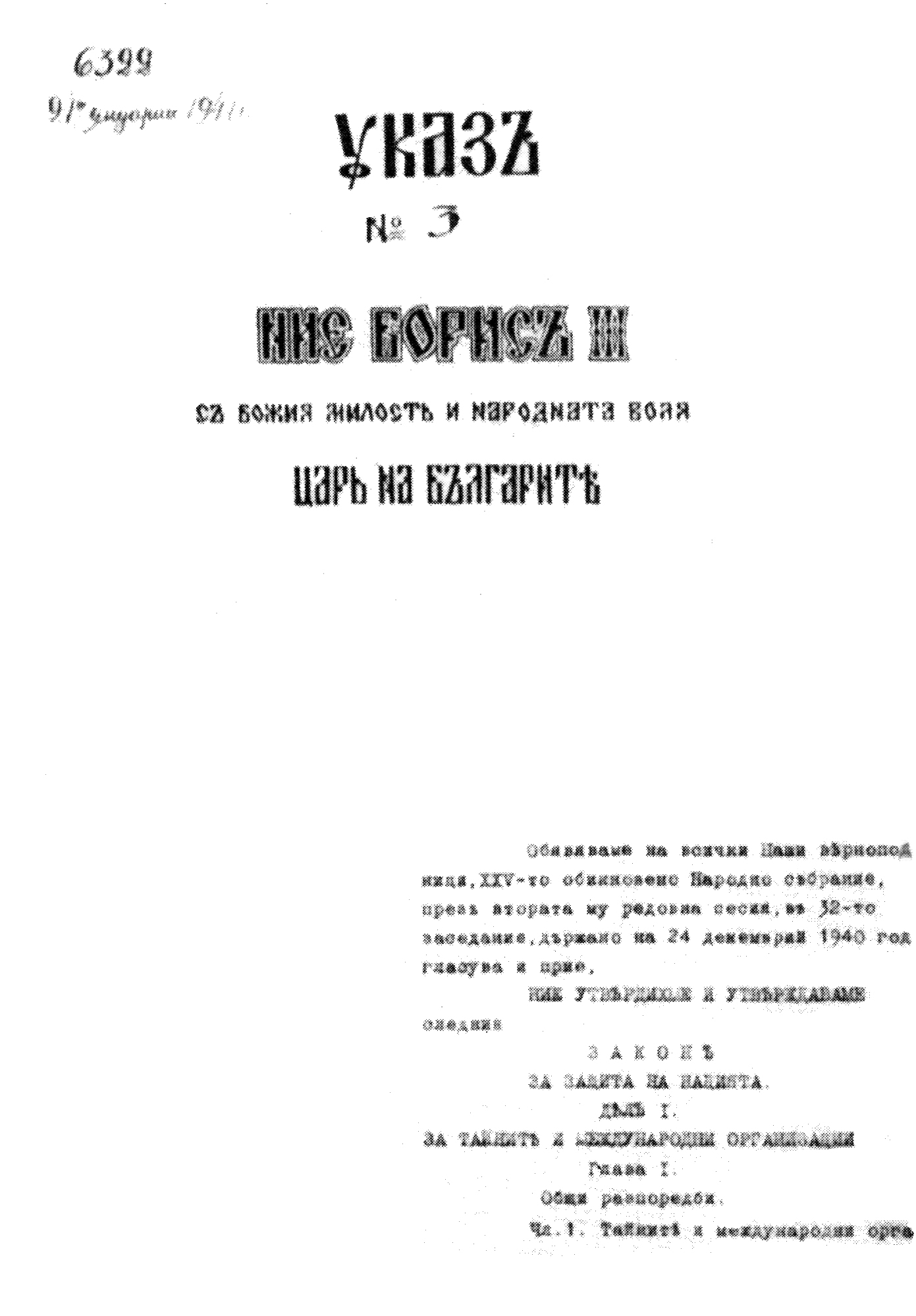
Der Ukas mit dem das antijüdische Gesetz zum Schutz der Nation veröffentlicht wurde

Im Sommer 1940 besuchte Belew Deutschland, um die Nürnberger Gesetze zu studieren und nach seiner Rückkehr kündigte Innenminister Gabrowski das Gesetz zum Schutz der Nation an. Eine direkte Einflussnahme des Deutschen Reiches lässt sich hierbei nicht nachweisen. Das im Januar 1941 verabschiedete Gesetz wurde oft unter Umgehung von Belews Abteilung unterlaufen. Die Konfiszierung jüdischen Eigentums wurde dagegen strikt durchgeführt. Nach dem Balkanfeldzug Ende April wurde das Gesetz auch im annektierten Thrakien und Makedonien angewandt.
Zur Zeit der Wannsee-Konferenz reiste Belew auf Weisung Gabrowskis nach Berlin, um die neuesten Entwicklungen in der Judenfrage zu erkunden. Am 26. August 1942 wurde dann durch Regierungsdekret das Kommissariat für jüdische Fragen (Komisarstvo za evreiskite vuprosi – KEV) gegründet, das mit Ausnahme des Antispekulationsgesetzes und Judenbesteuerungsgesetzes für alle Maßnahmen gegen die Juden zuständig war. Leiter wurde Belew. Das Kommissariat plante nach der Registrierung alle Juden zu deportieren und ihr Eigentum zu konfiszieren.  Um die Voraussetzungen für eine Aussiedlung zu schaffen, schlug Belew 12 Maßnahmen für die Kennzeichnung und Ghettoisierung von Juden, Liquidierung ihrer Wirtschaftsunternehmen und Verfügungsbeschränkung ihrer Besitztümer vor. Diese Vorschläge wurden umfänglich in eine Verordnung des Kabinetts vom 26. August 1942 aufgenommen. Am 3. September 1942 wurde Belew zum Judenkommissar ernannt; dieses Amt übte er bis Oktober 1943 aus.
Als die Deportationspläne für Vorkriegsbulgarien aufgrund innenpolitischer Widerstände ins Stocken gerieten, unterzeichneten SS-Hauptsturmführer Theodor Dannecker und Belew am 22. Februar 1943 ein Abkommen über die Deportation von etwa 8000 Juden aus Makedonien, 6000 Juden aus Thrakien und 6000 Juden aus Altbulgarien.
Auf der Grundlage von Belews Vorschlägen beschloss das bulgarische Kabinett am 2. März 1943 eine Reihe von Deportaionsdekreten zur Abstellung von Personal, den kostenlosen Transport, den Verlust der Staatsbürgerschaft und die Konfiszierung des jüdischen Eigentums. Knapp 11.500 Juden wurden aus den annektierten Gebieten im März 1943 deportiert. Innenminister Gabrowski schob zwar auf Wink des Thrones weitere Deportationsvorbereitungen auf, aber Belew entwarf noch einen stufenweisen Deportationsplan nach Polen, der dem König am 20. Mai 1943 von Gabrowski zur Kenntnis vorgelegt wurde. Die Juden aus Sofia wurden zum Verlassen der Hauptstadt aufgefordert und ihr Eigentum wurde versteigert.
Nach dem Tod des Zaren Boris III. kam es zu einem Regierungswechsel, Innenminister wurde Dočo Christov und neuer Kommissar für Judenfragen Christo Stomaniakov. Bei Kriegsende floh Belew nach Kjustendil, wo er gefasst und im September 1944 auf dem Weg nach Sofia zu seinem geplanten Prozess erschossen wurde. Am 3. April 1945 wurde Belew postum vom Volksgerichtshof VII zum Tode verurteilt.